# José Gómez (bokser)
José Gómez Mustelier (ur. 28 stycznia 1959 w Colombii na Kubie) – kubański bokser, złoty medalista igrzysk olimpijskich w Moskwie.
W 1978 roku zdobył złoty medal w wadze średniej podczas mistrzostw świata w Belgradzie.
W 1979 roku zdobył złoty medal w wadze średniej wygrywając na igrzyskach panamerykańskich w San Juan.
W 1980 roku, podczas igrzysk olimpijskich w Moskwie, zdobył złoty medal w wadze średniej, pokonując w finale Wiktora Sawczenkę (ZSRR).
Nie przeszedł na zawodowstwo.